# Le Havre Sports
 (décembre 2020).
Le Havre Sports est un club français de football basé au Havre fondé en 1905 de la fusion de l'H.O.C., de l'U.D.S. et de l'U.S.H.

## Historique
Fondé en 1905 de la fusion de plusieurs clubs havrais, le club est champion de Haute-Normandie en 1908. Avec cette victoire, il participe au championnat de France USFSA où il est éliminé en demi-finales par le RC Roubaix. Le nom « Havre Sports » apparait une dernière fois dans le journal Le Petit Havre du 21 août 1919, invitant ses membres à une réunion le lendemain soir. On entendra plus parler du «Havre Sports», remplacé par le «Stade Havrais».

## Palmarès
Championnat de Normandie de l'USFSA :
        Champion : 1908
    Championnat de France USFSA :
        Demi Finaliste 1908 (RC Roubaix 4-0 Havre Sports)

## Anciens joueurs
- Charles Wilkes
- Alfred Wilkes
- A. Bacquart